# Гуссаго
Гуссаго (итал. Gussago, ломб. Gösàch / Güsàch) — коммуна в Италии, в провинции Брешиа области Ломбардия.
Население составляет 15 822 человека (на 2006 г.), плотность населения составляет 575 чел./км². Занимает площадь 25 км². Почтовый индекс — 25064. Телефонный код — 030.
В коммуне 15 августа особо празднуется Успение Пресвятой Богородицы.